# Crenadactylus pilbarensis
Crenadactylus pilbarensis — вид геконоподібних ящірок родини диплодактилідів (Diplodactylidae). Ендемік Австралії. Описаний у 2016 році.

## Поширення і екологія
Crenadactylus pilbarensis мешкають в регіоні Пілбара у Західній Австралії. Вони живуть на спінніфексових луках, що ростуть на кам'янистих пагорбах і в ущелинах, а також на піщаних субстратах на острові Дельфін.